# Mendota (Illinois)
Mendota es una ciudad ubicada en el condado de LaSalle, Illinois, Estados Unidos. Tiene una población estimada, en 2021, de 6982 habitantes.

## Geografía
La ciudad está ubicada en las coordenadas 41°33′24″N 89°6′2″O / 41.55667, -89.10056. Según la Oficina del Censo de los Estados Unidos, Mendota tiene una superficie total de 13.34 km², de la cual 13.09 km² corresponden a tierra firme y 0.25 km² son agua.

## Demografía
Según el censo de 2020, en ese momento había 7061 personas residiendo en Mendota. La densidad de población era de 539.42 hab./km². El 73.40% de los habitantes eran blancos, el 1.40% eran afroamericanos, el 1.02% eran amerindios, el 0.92% eran asiáticos, el 0.06% eran isleños del Pacífico, el 11.94% eran de otras razas y el 11.26% eran de una mezcla de razas. Del total de la población, el 29.47% eran hispanos o latinos de cualquier raza.